# Asienspiele 2014/Handball
Bei den Asienspielen 2014 in Incheon, Südkorea wurden vom 20. September bis 2. Oktober 2014 zwei Wettbewerbe im Handball ausgetragen.

## Herren

### Vorrunde
|  | Team für Hauptrunde qualifiziert |

#### Gruppe A
| Rang | Land          | S | G | U | V | Tore   | Punkte |
| ---- | ------------- | - | - | - | - | ------ | ------ |
| 1    | Bahrain       | 2 | 2 | 0 | 0 | 83:34  | 4      |
| 2    | Saudi-Arabien | 2 | 1 | 0 | 1 | 71:38  | 2      |
| 3    | Mongolei      | 2 | 0 | 0 | 2 | 26:108 | 0      |

|               | BHR   | KSA   | MGL   |
| ------------- | ----- | ----- | ----- |
| Bahrain       |       | 26:20 | 57:14 |
| Saudi-Arabien | 20:26 |       | 51:12 |
| Mongolei      | 14:57 | 12:51 |       |

#### Gruppe B
| Rang | Land     | S | G | U | V | Tore  | Punkte |
| ---- | -------- | - | - | - | - | ----- | ------ |
| 1    | Iran     | 2 | 2 | 0 | 0 | 70:35 | 4      |
| 2    | Kuwait   | 2 | 1 | 0 | 1 | 65:49 | 2      |
| 3    | Hongkong | 2 | 0 | 0 | 2 | 30:81 | 0      |

|          | IRI   | KUW   | HKG   |
| -------- | ----- | ----- | ----- |
| Iran     |       | 29:25 | 41:10 |
| Kuwait   | 25:29 |       | 40:20 |
| Hongkong | 10:41 | 20:40 |       |

#### Gruppe C
| Rang | Land                         | S | G | U | V | Tore  | Punkte |
| ---- | ---------------------------- | - | - | - | - | ----- | ------ |
| 1    | Katar                        | 3 | 3 | 0 | 0 | 93:50 | 6      |
| 2    | Oman                         | 3 | 2 | 0 | 1 | 79:74 | 4      |
| 3    | Volksrepublik China          | 3 | 1 | 0 | 2 | 66:89 | 2      |
| 4    | Vereinigte Arabische Emirate | 3 | 0 | 0 | 3 | 55:80 | 0      |

|                              | QAT   | OMA   | CHN   | UAE   |
| ---------------------------- | ----- | ----- | ----- | ----- |
| Katar                        |       | 31:19 | 35:16 | 27:15 |
| Oman                         | 19:31 |       | 32:25 | 28:18 |
| Volksrepublik China          | 16:35 | 25:32 |       | 25:22 |
| Vereinigte Arabische Emirate | 15:27 | 18:28 | 22:25 |       |

#### Gruppe D
| Rang | Land              | S | G | U | V | Tore   | Punkte |
| ---- | ----------------- | - | - | - | - | ------ | ------ |
| 1    | Südkorea          | 3 | 3 | 0 | 0 | 97:57  | 6      |
| 2    | Chinesisch Taipeh | 3 | 2 | 0 | 1 | 84:75  | 4      |
| 3    | Japan             | 3 | 1 | 0 | 2 | 99:74  | 2      |
| 4    | Indien            | 3 | 0 | 0 | 3 | 51:125 | 0      |

|                   | KOR   | TPE   | JPN   | IND   |
| ----------------- | ----- | ----- | ----- | ----- |
| Südkorea          |       | 27:14 | 31:24 | 39:19 |
| Chinesisch Taipeh | 14:27 |       | 31:28 | 39:20 |
| Japan             | 24:31 | 28:31 |       | 47:12 |
| Indien            | 19:39 | 20:39 | 12:47 |       |

### Hauptrunde
|  | Team für Halbfinale qualifiziert |

#### Gruppe M I
| Rang | Land              | S | G | U | V | Tore  | Punkte |
| ---- | ----------------- | - | - | - | - | ----- | ------ |
| 1    | Katar             | 3 | 3 | 0 | 0 | 82:59 | 6      |
| 2    | Bahrain           | 3 | 2 | 0 | 1 | 79:75 | 4      |
| 3    | Kuwait            | 3 | 1 | 0 | 2 | 72:74 | 2      |
| 4    | Chinesisch Taipeh | 3 | 0 | 0 | 3 | 67:92 | 0      |

|                   | QAT   | BHR   | KUW   | TPE   |
| ----------------- | ----- | ----- | ----- | ----- |
| Katar             |       | 28:19 | 25:21 | 29:19 |
| Bahrain           | 19:28 |       | 26:22 | 34:25 |
| Kuwait            | 21:25 | 22:26 |       | 29:23 |
| Chinesisch Taipeh | 19:29 | 25:34 | 23:29 |       |

#### Gruppe M II
| Rang | Land          | S | G | U | V | Tore  | Punkte |
| ---- | ------------- | - | - | - | - | ----- | ------ |
| 1    | Südkorea      | 3 | 3 | 0 | 0 | 77:63 | 6      |
| 2    | Iran          | 3 | 1 | 0 | 2 | 72:72 | 2      |
| 3    | Oman          | 3 | 1 | 0 | 2 | 79:86 | 2      |
| 4    | Saudi-Arabien | 3 | 1 | 0 | 2 | 70:77 | 2      |

|               | KOR   | IRI   | OMA   | KSA   |
| ------------- | ----- | ----- | ----- | ----- |
| Südkorea      |       | 25:21 | 30:24 | 22:18 |
| Iran          | 21:25 |       | 25:26 | 26:21 |
| Oman          | 24:30 | 26:25 |       | 29:31 |
| Saudi-Arabien | 18:22 | 21:26 | 31:29 |       |

### Platzierungsrunde

#### Gruppe G
| Rang | Land                | S | G | U | V | Tore   | Punkte |
| ---- | ------------------- | - | - | - | - | ------ | ------ |
| 1    | Japan               | 3 | 3 | 0 | 0 | 123:54 | 6      |
| 2    | Volksrepublik China | 3 | 2 | 0 | 1 | 104:67 | 4      |
| 3    | Hongkong            | 3 | 1 | 0 | 2 | 72:90  | 2      |
| 4    | Mongolei            | 3 | 0 | 0 | 3 | 37:125 | 0      |

|                     | JPN   | CHN   | HKG   | MGL   |
| ------------------- | ----- | ----- | ----- | ----- |
| Japan               |       | 32:31 | 41:17 | 50:6  |
| Volksrepublik China | 31:32 |       | 30:23 | 43:12 |
| Hongkong            | 17:41 | 23:30 |       | 32:19 |
| Mongolei            | 6:50  | 12:43 | 19:32 |       |

#### Finalrunde
|  | Halbfinale          | Halbfinale |         |    | Finale | Finale |
|  |                     |            |         |    |        |        |
|  | Katar               | 29         |         |    |        |        |
|  | Iran                | 21         |         |    |        |        |
|  |                     |            |         |    |        |        |
|  |                     |            |         |    |        |        |
|  | Katar               | 24         |         |    |        |        |
|  |                     | Südkorea   | 21      |    |        |        |
|  |                     |            |         |    |        |        |
|  | Spiel um Platz drei |            |         |    |        |        |
|  |                     |            | Iran    | 25 |        |        |
|  | Südkorea            | 27         | Bahrain | 28 |        |        |
|  | Bahrain             | 23         |         |    |        |        |

### Endstand
| Platz | Land | Athleten |
| ----- | ---- | --- |
| 1     | QAT  | Hamdi Missaoui, Ameen Zakkar, Hassan Mabrouk, Bertrand Roiné, Rafael Capote, Abdulla Al Karbi, Abdulrazzaq Murad, Yousuf Al Abdulla, Eldar Memisevic, Goran Stojanović, Borja Vidal, Youssef Benali, Hamad Madadi, Hadi Hamdoon, Mahnoud Hassaballa                                                             |
| 2     | KOR  | Jeong Yi-kyeong, Sim Jae-bok, Park Kyung-suk, Yu Dong-geun, Jung Su-young, Park Jung-geu, Lee San-guk, Lim Duk-jun, Oh Yun-suk, Lee Dong-myung, Hwang Do-yeop, Yoon Ci-yoel, Lee Hyeon-sik, Lee Eun-ho, Eom Hyo-won, Lee Chang-woo                                                                              |
| 3     | BHR  | Ali Eid, Mahmood Abdulqader, Hasan Alfardan, Hasan Mohamed Isa A. A. Alsamahiji, Jaafar Abdulaqader, Sadiq Abdulla, Mahdi Madan, Mohamed Merza, Mohamed Abdulhusain, Mohamed Almaqabi, Jasim Ahmed Radhi Kaser Radhi, Jasim Alsalatna, Husain Ali, Ali Merza, Ali Abdulqader, Husain Ali Hasan Ebrahim Alsayyad |

Das Finale wurde am 2. Oktober ausgetragen.

## Damen

### Vorrunde
|  | Team für Halbfinale qualifiziert |

#### Gruppe A
| Rang | Land                | S | G | U | V | Tore   | Punkte |
| ---- | ------------------- | - | - | - | - | ------ | ------ |
| 1    | Südkorea            | 3 | 3 | 0 | 0 | 131:39 | 6      |
| 2    | Volksrepublik China | 3 | 2 | 0 | 1 | 99:68  | 4      |
| 3    | Thailand            | 3 | 0 | 1 | 2 | 53:113 | 1      |
| 4    | Indien              | 3 | 0 | 1 | 2 | 49:112 | 1      |

|                     | KOR   | CHN   | THA   | IND   |
| ------------------- | ----- | ----- | ----- | ----- |
| Südkorea            |       | 35:22 | 49:6  | 47:11 |
| Volksrepublik China | 22:35 |       | 38:21 | 39:12 |
| Thailand            | 6:49  | 21:38 |       | 26:26 |
| Indien              | 11:47 | 12:39 | 26:26 |       |

#### Gruppe B
| Rang | Land       | S | G | U | V | Tore    | Punkte |
| ---- | ---------- | - | - | - | - | ------- | ------ |
| 1    | Japan      | 4 | 4 | 0 | 0 | 190:46  | 8      |
| 2    | Kasachstan | 4 | 3 | 0 | 1 | 153:64  | 6      |
| 3    | Usbekistan | 4 | 2 | 0 | 2 | 121:117 | 4      |
| 4    | Hongkong   | 4 | 1 | 0 | 3 | 84:107  | 2      |
| 4    | Malediven  | 4 | 0 | 0 | 4 | 19:233  | 0      |

|            | JPN   | KAZ   | UZB   | HKG   | MDV  |
| ---------- | ----- | ----- | ----- | ----- | ---- |
| Japan      |       | 23:20 | 51:18 | 37:8  | 79:0 |
| Kasachstan | 20:23 |       | 37:23 | 40:13 | 56:5 |
| Usbekistan | 18:51 | 23:37 |       | 23:22 | 57:7 |
| Hongkong   | 8:37  | 13:40 | 22:23 |       | 41:7 |
| Malediven  | 0:79  | 5:56  | 7:57  | 7:41  |      |

### Finalrunde
|  | Halbfinale          | Halbfinale |                     |    | Finale | Finale |
|  |                     |            |                     |    |        |        |
|  | Südkorea            | 41         |                     |    |        |        |
|  | Kasachstan          | 30         |                     |    |        |        |
|  |                     |            |                     |    |        |        |
|  |                     |            |                     |    |        |        |
|  | Südkorea            | 29         |                     |    |        |        |
|  |                     | Japan      | 19                  |    |        |        |
|  |                     |            |                     |    |        |        |
|  | Spiel um Platz drei |            |                     |    |        |        |
|  |                     |            | Kasachstan          | 27 |        |        |
|  | Japan               | 28         | Volksrepublik China | 26 |        |        |
|  | Volksrepublik China | 25         |                     |    |        |        |

### Endstand
| Platz | Land | Athleten |
| ----- | ---- | --- |
| 1     | KOR  | Park Sae-young, Kim Seon-hwa, Jung Yu-ra, Won Seon-pil, Ryu Eun-hee, Park Mi-ra, Yoo Hyun-ji, Kim Jin-yi, Choi Su-min, Song Mi-young, Sim Hae-in, Jung Ji-hae, Kim O-na, Lee Eun-bi, Woo Sun-hee, Gwon Han-na                                                    |
| 2     | JPN  | Kimiko Hida, Megumi Honda, Mikako Ishino, Arata Nishikiori, Kaoru Yokoshima, Chie Katsuren, Aya Yokoshima, Yui Sunami, Sato Shiroishi, Yuko Arihama, Mayuko Ishitate, Rino Aizawa, Kaori Fujima, Nozomi Hara, Shiori Nagata, Anri Matsumura                      |
| 3     | KAZ  | Yevgeniya Tsupenkova, Rizagul Mukanova, Olga Tankina, Marina Pikalova, Vikoriya Kolotinskaya, Xeniya Volnukhina, Anastassiya Rodina, Yelena Suyazova, Tatyana Rarfenova, Natalya Ilina, Irina Alexandrova, Irina Danilova, Polina Mikhailova, Kristina Kapralova |

Das Finale wurde am 1. Oktober ausgetragen.